# El Milagro, Veracruz
El Milagro är en ort i Mexiko.   Den ligger i kommunen Juan Rodríguez Clara och delstaten Veracruz, i den sydöstra delen av landet, 400 km öster om huvudstaden Mexico City. El Milagro ligger 66 meter över havet och antalet invånare är 124.
Terrängen runt El Milagro är huvudsakligen platt. El Milagro ligger nere i en dal. Runt El Milagro är det ganska glesbefolkat, med 27 invånare per kvadratkilometer. Närmaste större samhälle är Juan Rodríguez Clara, 8,7 km väster om El Milagro. Omgivningarna runt El Milagro är en mosaik av jordbruksmark och naturlig växtlighet.